# خانه رجب‌پور
خانه رجب پور( کل فادر بنی سابق)  مربوط به دوره قاجار است و در مشهد، خیابان شیراز ۲۰، کوچه باغ عنبر، پلاک ۱۴۸ واقع شده و این اثر در تاریخ ۱۱ مرداد ۱۳۸۴ با شمارهٔ ثبت ۱۲۳۸۶ به‌عنوان یکی از آثار ملی ایران به ثبت رسیده است.